# ОШ „Стеван Филиповић” Дивци
ОШ „Стеван Филиповић” Дивци је самостална васпитно-образовна установа за основно образовање и васпитање деце са подручја места: Дивци, Лозница, Веселиновац, Кланица, Лукавац, део Гвозденовића и Клашнића, као и Словца и Врховина. Школа носи име по Стјепану-Стевану Филиповићу (1916—1942), учеснику Народноослободилачке борбе и народном хероју Југославије. Издвојена одељења матичне школе у Дивцима чине школе у Кланици, Лозници и Рабровици.

## Историјат
Основна школа у Дивцима формирана је као нижа Гимназија одлуком СНО Ваљево, школске 1952. године. Тада бивша осмољетка у Рабровици расформирана је на Основну школу у Рабровици са три одељења у Дивцима и четири у Рабровици. Тако је настала Нижа гимназија у Дивцима која је привремено смештена у просторије задружног дома где су живели и радили све до 1. септембра 1999. године, када је пресељена у нову школску зграду.
Школске 1844/45. године почела је са радом школа у Рабровици, и према доступним подацима то је једна од најстаријих школа у окружењу. Школа у Лозници основана је 1919. године, а 1954. године у Кланици.